# Mareòmetre
El mareòmetre o mareògraf és l'aparell que serveix per mesurar o registrar les marees. Se sol situar a les entrades dels ports per orientar i informar els vaixells de la disposició de calat existent. Formen part de les xarxes de meteorologia i oceanografia per a l'ajuda a la navegació marítima.
Segons el fenomen utilitzat per realitzar la mesura es poden distingir diferents tipus de Mareòmetres:
- Mareògrafs Aanderaa, anomenats també mareògrafs de pressió, obtenen el nivell del mar a partir de la mesura de la pressió hidroestàtica. Aquesta mesura està influenciada per la pressió atmosfèrica i és necessari, llevat que el mateix mesurador ho faci, fer la correcció corresponent.

- Mareògrafs Sonar, anomenat també acústic SONAR, utilitza el principi de mesura de distància per l'eco d'un so. Sol estar compost per un emissor - receptor d'ultrasons col·locat a una distància de la superfície de l'aigua i mitjançant la mesura del temps que triga a arribar l'eco d'un senyal que ha enviat, determina el nivell de la marea. Aquesta dada, juntament amb la data i l'hora és guardat o enviat a un sistema d'anàlisi.

## Integració de xarxes mareògrafiques
La determinació del nivell del mar és molt important donat que aquest és el nivell base del qual es parteix per a la referència de les altituds dels llocs i accidents geogràfics. Les recomanacions internacionals aconsellen que els països disposin d'una xarxa de mareògrafs única i d'un centre de control, coordinació i sistematització de les dades registrades per aquests.
És molt habitual que en un país hi hagi diverses xarxes de mareògrafs pertanyents a diferents organismes, normalment públics. Per exemple a Espanya són: Institut Espanyol d'Oceanografia (IEO), Ports de l'Estat (Clima Marítim) (PE (CM)), Institut Geogràfic Nacional (IGN) i Institut Hidrogràfic de la Marina (IHM). Es tendeix, per seguir la recomanació abans esmentada, a crear una xarxa que coordini totes les dades d'aquests organismes en qüestió de mesura del nivell del mar. Seguint l'exemple espanyol, s'ha desenvolupat, a partir de 1995, el projecte Integració de Xarxes mareògrafiques (amb el finançament de la Comissió Interministerial de Ciència i Tecnologia (CICYT)) que té com a objectiu la creació de la Xarxa Integrada de mareògrafs (RIMA) dins de la qual es busca: l'adequació als requisits del Gloss (Global Sea Level Observing System), referenciar les mesures a sistemes locals i globals, a la vegada que es realitzen amb un protocol de control de qualitat i tractament de dades, i un control i adequació de l'històric de dades dins d'un banc de dades operatiu (l'anomenat Banc Espanyol de Dades de Nivell del Mar) que permeti la realització de diferents estudis del nivell del mar i de les marees.
Normalment una xarxa d'aquest tipus compta amb els següents components;
- Estacions mareògrafiques, situades a diferents punts, ports, canals, alta mar ..., que estan compostes pel mareògrafs (sovint formant part d'una estació meteorològica més completa) i els equips d'alimentació i transmissió. Les mesures estan referenciades amb sistemes locals i globals.

- Centre de tractament de dades, des d'on es reben les dades enviades pel mareògrafs i passen els processos determinats en els protocols.

- Banc de dades, on es guarden els registres de totes les dades obtingudes i els històrics on els organismes implicats i altres poden fer ús d'ells.

- Distribució de productes, un cop analitzades i guardades, les dades es poden distribuir en forma de diferents productes d'informació d'interès general, tant a institucions públiques com privades, per exemple es poden obtenir productes com els següents;, Predicció astronòmica, Nivells mitjans diaris, mensuals i anuals, Curses de marea, Residus meteorològics, Constants harmòniques, etc.